# Luba
Luba er en by i Ækvatorialguinea, beliggende på øen Bioko, hvor den er den næststørste by efter landets hovedstad Malabo. Byen har et indbyggertal på 7.739 (2012).